# Embalo do Engenho Novo
O Grêmio Recreativo Escola de Samba Embalo do Engenho Novo é uma escola de samba do cidade do Rio de Janeiro, fundada originalmente com o nome Embalo Carioca em 24 de fevereiro de 2001 no bairro do Engenho Novo como uma entidade sócio-cultural, educacional, assistencial, esportiva e recreativa sem fins lucrativos. Durante anos desfilou na Avenida Rio Branco, como bloco de embalo, somente vindo a se tornar uma escola de samba no ano de 2015.
Seu primeiro desfile como escola de samba, em 2016, foi uma homenagem à cantora Sandra de Sá, onde conquistou o quinto lugar.
No Carnaval de 2017 a escola homenageou os 70 anos de fundação do Império Serrano. Por ter sido eliminada do Carnaval, para o Carnaval de 2018, de forma a poder novamente pela série E, foi renomeada para Embalo do Engenho Novo, onde apresentou a reedição do Enredo "33, Destino D. Pedro II", que em 1984 foi desenvolvido pelo GRES Em Cima da Hora.

## Carnavais
|      | Colocação | Grupo   | Enredo                               | Carnavalesco | Intérprete                                        | Ref.  |
| ---- | --------- | ------- | ------------------------------------ | --- | ------------------------------------------------- | ----- |
| 2016 | 5º lugar  | E       | Sandra de Sá... Retratos e Canções   | Comissão de Carnaval (Charles Braga, Saintclair Cunha, Ney Lopes, Gabriel de Souza, Chope, Márvio Araújo, Rodrigo Almeida, João Falcão)                  | Sidney Good Marquinho Melodia Bebe                | [ 2 ] |
| 2017 | 10º lugar | Série E | Império Serrano - 70 Anos de Glórias | Comissão de Carnaval (Vinicius Carr, Diogo Porthella, Helder Gomes Lyra, Saintclair Cunha, Paulo Zimmer, Charles Braga, Thiago Amorim, Gabriel de Souza) |                                                   |       |
| 2018 | 4º lugar  | Série E | 33, Destino D. Pedro II              | Cláudio Almeida | Sidney Good, Bebê, Carlão de Quintino e Rico Lins |       |
| 2019 |           | Série E | Cerveja, o Combustível da Alegria    | Cristiano Prado e Adriano Chandon |                                                   |       |